# Aleš Hojs
Aleš Hojs (ur. 12 grudnia 1961 w Lublanie) – słoweński polityk i inżynier, w latach 2012–2013 minister obrony, od 2020 do 2022 minister spraw wewnętrznych.

## Życiorys
Ukończył w 1988 inżynierię lądową na Uniwersytecie Lublańskim. Początkowo pracował jako inżynier nadzoru w krajowym zarządzie drogowym, od 1992 do 2006 był zawodowo związany ze stołecznym przedsiębiorstwem wodociągowo-kanalizacyjnym, pełniąc w nim m.in. funkcję dyrektora ds. technicznych i inwestycji. W latach 2006–2010 był członkiem zarządu DARS, spółki akcyjnej zarządzającej słoweńskimi autostradami (odpowiadał za wprowadzenie systemu winiet), a następnie dyrektorem w firmie inwestycyjnej. Był wśród założycieli słoweńskiego stowarzyszenia inżynierów.
Należał do Słoweńskich Chrześcijańskich Demokratów, następnie przystąpił do Nowej Słowenii, objął stanowisko wiceprzewodniczącego partii. W lutym 2012 został ministrem obrony w drugim rządzie Janeza Janšy. Urząd ten sprawował do marca 2013. W 2016 znalazł się poza NSi, później związał się ze Słoweńską Partią Demokratyczną. Został ekspertem tego ugrupowania do spraw obronności, a także związanego z SDS przedsiębiorstwa medialnego Nova24TV. W marcu 2020 został ministrem spraw wewnętrznych w trzecim gabinecie Janeza Janšy. Urząd ten sprawował do czerwca 2022.